# Solomon R. Guggenheim Múzeum (New York)
A Solomon R. Guggenheim Múzeumot 1939-ben alapították a modern művészeteknek New Yorkban. Az Upper East Side-on található, a Central Park és az East River között. A múzeum fenntartója a Solomon R. Guggenheim alapítvány. Ez a legrégebbi és a legismertebb a Guggenheim-múzeumok között. Az épületet Frank Lloyd Wright tervezte és 1959-ben adták át. A múzeum gyűjteménye legnagyobbrészt az absztrakt művészeteket fogja át, de tartalmaz impresszionista, posztimpresszionista, expresszionista és szürrealista műtárgyakat is.